# Ruhrthaler D 250 VK/V
A Ruhrthaler D 250 VK/V német kéttengelyes dízel tolatómozdony-sorozat, melyet a Ruhrthaler Maschinenfabrik Schwarz & Dyckerhoff fejlesztett és gyártott a Kerkerbachbahn számára.

## Története
A Kerkerbachbahn a gőzmozdonyok leváltására több gyártó dízelmozdonyait is tesztelte. Mivel egyik mozdonytípus sem felelt meg a vasúttársaság követelményeinek, a Ruhrtaler egy olyan mozdonyt fejlesztett ki, amelyet a keskeny nyomtávú vonalon való szolgálatra szabtak.
A gyártás során a megrendelést módosították, és két keskeny nyomtávú (1000 mm) mozdony helyett egy keskeny és egy normál nyomtávú (1435 mm) mozdonyt szállítottak le.
A normál nyomtávú mozdony a V 18 Steeden, a keskeny nyomtávú pedig a V 19 Kerkerbachtal elnevezést kapta.
A keskeny nyomtávú vonalszakasz 1960-as bezárása után a keskeny nyomtávú V 19-est normál nyomtávúra alakították át. A középső ütközőcsatlakozót eltávolították, és az oldalsó ütközőket normál pozícióba tolták. Amikor 1975-ben a fennmaradó forgalmat átadták a Deutsche Bundesbahnnak, a mozdonyokat átvették, és 333 901-es és 333 902-es pályaszámon, a hasonló teljesítményű Köf III-asok tartományába osztották be őket.
1981-ben a 333 902-est kivonták a forgalomból, majd eladták az Elisabeth Layritz GmbH nevű cégnek. A vállalat még ebben az évben eladta a mozdonyt a Furka-Oberalp-Bahnnak (FO), amely 1000 milliméteres nyomtávúra alakította át, és 4973-as pályaszámon használta. 2011-ben a Deutsche Privatbahn megvásárolta a mozdonyt, majd visszaalakította normál nyomtávúra, és a 333 902–5 pályaszámot adta neki.
A 333 901-est 1979-ben kivonták a forgalomból, és eladták a Fernleitungs-Betriebsgesellschaftnak, amely a pfungstadti, majd a rösrathi olajterminálban használta. 1989-ben a Museumseisenbahn Paderborn, majd 1990-ben a Mainische Feldbahnenhez került. 1991-ben a mozdony a Brig-Visp-Zermatt-Bahnhoz (BVZ) került, ahol átalakították méteres nyomtávra, és 74-es pályaszámmal közlekedett. 2003-ban a FO és a BVZ egyesülésével létrejött a Matterhorn-Gotthard-Bahn (MGB), amely a 74-es mozdonyt továbbra is tartalékként használja a Zermatt, a Visp és a Brig vasútállomásokon történő tolatási feladatokhoz.

## Műszaki jellemzők
A  mozdony járműszerkezetének főbb részei az alváz, a gépterek, az azok között elhelyezkedő vezetőfülke, illetve a forgóvázak. A tengelyeket egy külső keretbe szerelték. Az elülső, hosszabb géptérben a dízelmotor és a hűtőegység, míg a hátulsó, rövidebb géptérben a turbóhajtómű, valamint a tüzelőanyag- és a légtartály kapott helyet. A hajtómű és az arra szerelt Deutsche Getriebe „19 E 159 III/33y” típusú tartományváltó benyúlik a vezetőfülke alá. Ezek mellett a vezetőállás alatt helyezkedik el a motor és a hajtómű kapcsolatát biztosító Vulkan Getriebebau „A 4 – 63 – 01” típusú torziósan rugalmas kardántengely, a hajtóművet és a tartományváltót egy Gelenkwellenbau Essen „167/5” típusú kardántengely köti össze a differenciálművel ellátott hátrameneti hajtóművel, mely az elülső és hátulsó kerékpárokon található „E 15” típusú tengelyhajtásokat hajtja, utóbbit egy Gelekwellenbau Essen „167/5” típusú köztes kardántengely segítségével. A 2 darab Bosch gyártmányú indító akkumulátort a vezetőfülke padlózata alá helyezték a könnyű hozzáférhetőség érdekében. A pneumatikus nyomkarimakenő-pumpa az oldalsó járólemezek alatt, az alvázkereten található hossztartóra van szerelve.
Mindkét mozdony mindkét nyomtávhoz vonó- és tolóberendezéssel volt felszerelve, az egyiket középen, a másikat aszimmetrikusan szerelték fel, hogy mindkét mozdony összekapcsolható és együtt használható legyen a háromsínű pályán.
A mozdonyok a Motorenwerke Mannheim „RHS 518 A” soros nyolchengeres, négyütemű, 1400 min⁻¹ fordulaton 176 kW (240 PS) névleges teljesítményű dízelmotorjával rendelkeznek. A motort 2 Bosch-önindító indítja elektromosan. A motor automatikus nedves olajteknős kenéssel, hűtővíz-keringető szivattyúval, olaj-üzemanyag szűrővel és hűtővíz termosztáttal rendelkezik. Minden segédgépet, például a ventilátort, a légkompresszort, a hűtővízszivattyút és a generátort a motor hajtja.
A hűtővíz hőmérsékletének, a kenőolaj-nyomásnak és a motor fordulatszámának kijelzői a vezetőfülkében vannak felszerelve, és lehetővé teszik a vezető számára a motor működés közbeni ellenőrzését.
A meghajtásról egy Voith „L 33y U” turbóhajtómű gondoskodik, amelyhez egy irányváltó hajtómű van csatlakoztatva. A tengelyek meghajtása kardánhajtással történik.
A vízhűtő a ventilátorral és a hűtővíz-szivattyúval együtt egy nyílt körű rendszert alkot, amely kevés vizet igényel. A hűtővizet a szivattyú szívja ki a hűtő alsó részéből, és a hengerek és hengerfejek hűtőtekercsein keresztül visszaszorítja azt a hűtő felső részébe, itt a ventilátor hűti vissza azt. A radiátor védve van a külső hatásoktól. A hajtómű és a motorolaj visszahűtése is ebben a körben történik.

## Fordítás
- Ez a szócikk részben vagy egészben  a   Ruhrthaler D 250 VK/V című német Wikipédia-szócikk ezen változatának fordításán alapul.  Az eredeti cikk szerkesztőit annak laptörténete sorolja fel. Ez a jelzés csupán a megfogalmazás eredetét és a szerzői jogokat jelzi, nem szolgál a cikkben szereplő információk forrásmegjelöléseként.

## Felhasznált irodalom
- Andreas Christopher: 100 Jahre Kerkerbachbahn. Schweers + Wall, Aachen 1987, ISBN 3-921679-50-8, S. 98.